# Jean du Bellay (abbé)
Pour les articles homonymes, voir Jean du Bellay.
Pour les autres membres de la famille, voir Famille du Bellay.
Jean du Bellay, dit l'Aîné, l'Ancien ou le Vieil (vers 1370-10 juin 1434) est un ecclésiastique français qui a été abbé de l'abbaye Saint-Florent de Saumur entre 1404 et 1431. Jean est le fils de Jean II du Bellay, lui-même fils d’Hugues VI et d’Aliénor de Doué. Jean II a épousé Jeanne Sauvain en 1361 et meurt en 1382. À la fin de son abbatiat il transmet l'abbaye à son neveu Jean du Bellay, dit le Jeune.

## Une élection contestée
Jean du Bellay est élu abbé de Saint-Florent-de-Saumur à la mort de Jean Gordon son prédécesseur. Ce mode de choix de l’abbé n’a rien d’exceptionnel, a priori, dans une abbaye bénédictine. La règle de saint Benoît prévoit l’élection du nouvel abbé, par tout ou partie de la communauté. Le respect de la règle bénédictine, sur ce point, relève de la théorie. En pratique, l’élection de Jean du Bellay est un événement dans le contexte religieux de l’époque. Depuis 1324, aucun abbé n’a été élu par le chapitre, ils ont tous été nommés par le pape. Les moines ont en fait rapidement élu un abbé avant que la cour pontificale ne soit mise au courant du décès de Jean Gordon. Une fois informé, le pape Benoît XIII procède à la cassation de l’élection de Jean du Bellay. La tentative d’usurpation du chapitre n’a tout de même pas complètement échoué. Contrairement à ce qui s’était passé en 1324, le pape n’impose pas un de ses proches ou une des personnes présentes à sa cour. Il suit l’avis du chapitre et donne ses provisions à Jean du Bellay, le 24 novembre 1404.

## La fin de l'abbatiat
Finalement, se sentant âgé, Jean nomme un procureur qui va à Rome, pour annoncer au pape Eugène IV sa résignation en faveur de son neveu. Le pape ne fait pas de difficultés et lui donne son accord le 21 avril 1431. Le 31 mai, le procureur paye à la cour romaine 300 florins et 80 florins au collège des cardinaux le 28 juin 1432. Le pape envoie une bulle à Jean du Bellay le Jeune dans laquelle il mentionne la résignation de son oncle en sa faveur, mais aussi les droits de réserve de la cour de Rome et le pourvoit abbé de Saint-Florent.
En acceptant la démission de Jean l’Aîné le pape lui accordait, sa vie durant, la prévôté de Saint-Laurent-du-Mottay et la seigneurie de Chavais.

## Le repli à Saint-Florent-le-Vieil
Jean l'Aîné reçoit donc la charge de prévôt de Saint-Laurent-du-Mottay. Il prend possession de sa charge le 22 juillet 1431, soit quelques jours à peine après l’entrée solennelle de son neveu. À cette charge de prévôt, le pape ajoute le manoir de Chavais et les terres qui en dépendent, et ce jusqu’à sa mort.